# Élection présidentielle kényane d'octobre 2017
L'élection présidentielle kényane d'octobre 2017 a lieu le 26 octobre 2017 afin d'élire le président et le vice président de la république du Kenya,,,.
La date du 17 octobre est initialement annoncée le 4 septembre par la Commission indépendante électorale et des circonscriptions (en) à la suite de l'annulation par la Cour suprême, le 1er septembre 2017, de l'élection présidentielle qui avait eu lieu le 8 août. Le 20 septembre, la présidentielle est reportée au 26 octobre par l'IEB.

## Contexte
L'élection intervient trois mois à peine après la précédente. L'élection d’août 2017 tenue en même temps que les élections parlementaires voit en effet le président sortant Uhuru Kenyatta et son colistier William Ruto l'emporter au premier tour avec 54,17 % des voix sur le principal candidat de l'opposition, Raila Odinga et son colistier Kalonzo Musyoka, mais le scrutin est annulé à la surprise générale par la Cour suprême saisie en recours par Odinga. La Cour juge en effet que le décompte des voix s'est fait en violation de la Constitution : sur les quelque 41 000 documents attestant du décompte devant être fournis par la commission électorale, plus d'un quart sont manquants, invalides ou présentent des irrégularités. Le nombre important de ces documents valides manquants porte ainsi le doute sur plus de sept millions de voix, soit bien plus que le million et demi séparant Kenyatta d'Odinga. La Cour annule par conséquent l'élection et ordonne la tenue d'un nouveau scrutin, une première dans le pays. 
Compte tenu de l'annulation de l'élection présidentielle d'août 2017, le scrutin d'octobre 2017 est organisé selon des modalités exceptionnelles. Ainsi, seuls les candidats ayant eu plus de 1 % de suffrage peuvent participer au scrutin, désignant de facto Uhuru Kenyatta et Raila Odinga comme seuls candidats, départagés au cours d'un scrutin unique.
Critiquant la date du scrutin qu'il juge unilatérale, Odinga exige pour y participer un audit du système électronique, la démission de la Commission électorale, et la possibilité pour d'autres candidats de participer au scrutin comme le garantit la Constitution. Le 6 septembre 2017, sept membres de la commission électorale, dont le président de l'institution et le responsable informatique sont écartés, la nomination d'une nouvelle équipe les remplaçant dans leurs attributions, sans qu'ils ne soient officiellement renvoyés.
Le 11 octobre 2017, au lendemain du retrait d'Odinga du scrutin, le Parlement vote une loi permettant la victoire par défaut du candidat encore en lice lors de la présidentielle, ici Kenyatta. La Cour suprême a estimé dans un précédent jugement qu'un tel retrait provoquait l'annulation du scrutin avec un nouvel appel à candidature pour une nouvelle élection. Kenyatta fait également appel de la réintégration des autres candidats.
Le 18 octobre 2017, une membre de la commission électorale démissionne.

## Système électoral
Le président de la République du Kenya est élu selon une version modifiée du scrutin uninominal majoritaire à deux tours pour un mandat de cinq ans, renouvelable une fois. Pour remporter le premier tour, un candidat doit obtenir la majorité absolue des votes ainsi que 25 % des votes dans plus de la moitié des 47 comtés. À défaut, un second tour a lieu entre les deux candidats ayant obtenu le plus grand nombre de votes au premier tour, et celui recueillant le plus de votes est déclaré élu.

## Candidatures
Les candidats enregistrés par la Commission indépendante électorale et des circonscriptions (en) sont :
- John Aukot ;
- Mohamed Dida ;
- Shakhalaga Jirongo (en) ;
- Japheth Kaluyu ;
- Uhuru Kenyatta ;
- Michael Mwaura ;
- Joseph Nyagah (en) ;
- Raila Odinga[18].

Le 10 octobre 2017, alors qu'une loi stipulant que le retrait d'un candidat de la présidentielle impliquait automatiquement la victoire du candidat encore en lice est en préparation, et qu'une partie des membres de l'opposition aient fait défection en faveur de Kenyatta et que d'autres se soient contentés d'exercer leurs nouveaux mandats de parlementaires, Raila Odinga annonce retirer sa candidature et réclame un nouveau scrutin,. Cependant, il poursuit ses meetings et ne fait pas de démarche officielle pour retirer sa candidature.
Le 11 octobre 2017, tous les candidats du scrutin d'août sont autorisés à participer à la nouvelle élection.

## Déroulement
Du fait de violences, le scrutin est initialement reporté au 28 octobre dans 4 comtés du pays puis annulé.

## Résultats
| Candidats et colistiers  | Candidats et colistiers         | Partis                   | Voix       | %     |
| ------------------------ | ------------------------------- | ------------------------ | ---------- | ----- |
|                          | Uhuru Kenyatta William Ruto     | Jubilé                   | 7 483 895  | 98,26 |
|                          | Raila Odinga Kalonzo Musyoka    | NASA                     | 73 228     | 0,96  |
|                          | Ekuru Aukot Emmanuel Nzai       | TAK                      | 21 333     | 0,28  |
|                          | Abduba Dida Titus Ngetuny       | ARC                      | 14 107     | 0,19  |
|                          | Japheth Kaluyu Muthiora Kariara | SE                       | 8 261      | 0,11  |
|                          | Michael Wainaina Miriam Mutua   | SE                       | 6 007      | 0,08  |
|                          | Joseph Nyagah Moses Marango     | SE                       | 5 554      | 0,07  |
|                          | Cyrus Jirongo Joseph Momanyi    | UDP                      | 3 832      | 0,05  |
|                          |                                 |                          |            |       |
| Votes valides            | Votes valides                   | Votes valides            | 7 616 217  | 99,51 |
| Votes blancs et nuls     | Votes blancs et nuls            | Votes blancs et nuls     | 37 713     | 0,49  |
| Total                    | Total                           | Total                    | 7 653 930  | 100   |
| Abstention               | Abstention                      | Abstention               | 11 957 493 | 60,97 |
| Inscrits / participation | Inscrits / participation        | Inscrits / participation | 19 611 423 | 39,03 |

## Réactions
Le 7 novembre 2017, les résultats sont de nouveau contestés, cette fois-ci par deux citoyens dénommés George Bush et John Chengo, l'ancien député John Harun Mwau, les deux responsables d'ONG,
Njonjo Mue, président de la branche kenyane de la Commission internationale des juristes, et Khelef Khalifa, directeur de l’organisation musulmane de défense des droits humains Muhuri.

## Conséquences
Le 20 novembre 2017, la Cour suprême rejette à l'unanimité les recours contre le scrutin. Le président Uhuru Kenyatta prête serment le 28 novembre 2017.
Le 31 janvier 2018, Odinga s'autoproclame « président du peuple », puis le gouvernement met fin à la diffusion de trois chaînes ayant diffusé la cérémonie et fait arrêter un député de la NASA (National Super Alliance, une alliance des partis de l'opposition dont fait partie l'ODM) ayant participé à la cérémonie. Par ailleurs, les autorités expulsent également l'opposant Miguna Miguna vers le Canada, prétextant qu'il aurait renoncé à sa nationalité kenyane, ce que l'intéressé dément, tandis que la justice demande au gouvernement d'autoriser les chaînes à réémettre provisoirement.
Le 10 mars 2018, Kenyatta et Odinga signent un accord de réconciliation.